# 牧場物語GB2
『牧場物語GB2』（ぼくじょうものがたり ジービー ツー）は、1999年8月6日に日本のパック・イン・ソフトから発売されたゲームボーイカラー用経営シミュレーションゲーム。ゲームボーイにも対応しており両対応ソフトとなっている。日本国外では『Harvest Moon 2 GBC』のタイトルで発売された。
同社による『牧場物語シリーズ』の第4作目。テーマパークの建設予定地であった荒れ果てた牧場を3年で再建する事を目的としている。前作『牧場物語GB』（1997年）と比較してアイテムやイベント、家畜の種類が増加している。
開発はトーセが行い、スタッフは前作に引き続き原案およびプロデュースは和田康宏、キャラクター・イラストは漫画家のまつやまいぐさが担当している。2014年に北米のみニンテンドー3DS用のバーチャルコンソール対応ソフトとして配信された。また、ゲームボーイカラー版はゲーム誌『ファミ通』の「クロスレビュー」にてシルバー殿堂を獲得した。

## ゲーム内容

### システム
- ゲーム全体
1年は四季で成り立ち、それぞれ30日である。プレイ期間は3年（360日）で、1年目春の1日から3年目冬の30日まで。4年目春の1日になるとエンディングを迎えるが、エンディング後も続行可能。
- エンディング
グッドエンド・バッドエンド・ノーマルエンドの3種。家畜数・幸せ指数・総出荷数などの条件があり、それらの達成度でエンディングが決まる。
- 主人公
「男の子」「女の子」の選択が可能。体力面の差はないが、初期の所持金（男の子は500G、女の子は1000G）や作物などで差異がある。男女ともに活動時間はAM6:00からPM11:00までで、AM0：00になるとセーブはされず、強制的に翌朝を迎える。また、道具は4つまで持ち運び可能。リュックサック機能はない。
- 家畜・ペット
家畜はウシが最大4頭・ニワトリが最大4羽・ヒツジが最大4頭で、ペットは犬か猫を選択可能。馬は1年目の秋に村長から預けられ育てることとなるが、ペット同様に餌は不要。またペット・馬を含め、ニワトリ以外の動物には名前も付けられる。
ウシ・ヒツジは種付けを行えば妊娠させることもでき、いずれもメスであるといえる。しかしニワトリにいたっては有精卵・無精卵も産むため雌雄不明。ペット・馬についても雌雄不明。家畜は放牧も可能で、愛情度はウシとヒツジのみ。
- 釣り・虫取り
本作では釣り・虫取りが登場。釣った魚は収穫物として出荷可能。捕まえた魚・昆虫は図鑑に書き込まれ、通信機能を用いれば交換もできる。
- 図鑑
魚図鑑（全18頁）・昆虫図鑑（全27頁）・植物図鑑（全12頁）の3冊があり、それぞれ採取すると図書館に登場する。植物図鑑は一見すると8頁までのように表示されるが、マリーからの誕生日プレゼントや『川のぬし釣り4』との通信交換で12頁まで増える。またポケットプリンタをつなげば、画面をプリントすることもできる。
- 出荷
ミルク（バター・チーズ）・作物・花・ハーブ・山の木の実・魚・ウール（毛糸・ニット）が出荷可能。PM5:00までに牧場内各所にある出荷箱に入れておくと出荷業者が引き取りに来て、換金してくれる。
- 友好度
村の人と会話すると友好度が上がる。友好度が高まることで起こるイベントもある。また、質問の返答によって友好度が下がることもある。
- 増築
家の増築が2回、羊小屋の設置・温室の設置・橋の設置が可能。温室を建てれば季節問わず、ハーブや花を育てることが出来る。また家のTVでは天気予報が見られ、道具屋でゲームソフトを購入すれば「もぐらたたきゲーム」「競馬ゲーム」「パズルゲーム」が楽しめる。
- 道具
男女問わず、初期はカマ・クワ・オノ・ハンマー・ジョウロを所持。使用していく上で壊れたり村の人との友好度が高まることでレベルアップする。
- 花の芽村 / 裏山
牧場に隣接する村と裏山。村には、花屋・道具屋・動物屋・食堂・図書館・工務店・診療所・教会・村長宅があり、村でのイベントは基本的に広場で行われる。裏山には切り株・温泉があり、春夏は昆虫が現れ、冬以外は木の実が毎日生える。

### 収穫物
男の子か女の子で買える種は異なるが、通信交換で全ての種の入手は可能。
農作物
畑で育てられる。季節ごとに育てられる作物が異なり、その季節以外の作物の種は買えない。
- 春
カブ（男の子のみ）・ジャガイモ・アスパラガス（女の子のみ） - いずれも単作。
- 夏
トマト（男の子のみ）・スイカ・トウモロコシ（女の子のみ） - いずれも連作。
- 秋
ラッカセイ（男の子のみ）・サツマイモ・ナス（女の子のみ） - ラッカセイは連作。他、単作。
- 冬
ブロッコリー（男の子のみ）・ハクサイ・ニンジン（女の子のみ） - ニンジンは単作。他、連作。

花・ハーブ
温室で育てられる。作物や牧草とは異なり種は植木鉢に1つずつしかまけないが、季節に関係なく育てられる。
- 花

『川のぬし釣り4』の4種は通信交換をすると温室に咲き、出荷も可能。
- 男の子 - ゼラニウム・シクラメン
女の子 - ラベンダー・ラン
『川のぬし釣り4』 - ヤマユリ・ヒガンバナ・スイセン・ナデシコ
- ハーブ
男の子 - セージ・サフラン
女の子 - ローズマリー・カモミール

家畜
各小屋で飼育できる。小屋裏に充分な牧草地とカイバが無ければ購入できないが、通信で貰うことは可能である。
- ウシ
1頭5000G。購入時は中ウシ。大ウシに育つと搾乳可能、ミルクとして出荷可能。愛情度に応じてミルクの量が異なる。チーズメーカー・バターメーカーを購入すればチーズ・バターに加工して出荷可能。
- ニワトリ
1羽1000G。産んだ卵を孵化させることもでき、7日で孵化、さらに7日でヒヨコからニワトリに成長。通信交換をすると、半々の確率で「金のニワトリ」を入手できる。
- ヒツジ
1頭5000G。購入時は中ヒツジ。大ヒツジに育つとウールとして出荷可能。毛糸メーカー・ニットメーカー（女の子のみ）を購入すれば毛糸・ニットに加工して出荷可能。

## ストーリー
牧場主を失った荒れ果てた牧場にテーマパークが建てられようとしていた。
そのことを知った主人公は村長の下を訪れ、牧場主になることを申し出る。
「3年間で牧場再建」の約束を交わし、牧場の再興を図る。

## 登場人物
主人公
名前はプレイヤー本人が決められる。荒れ果てた牧場を再建する約束を交わす。
村長
花の芽村の村長。主人公と3年間で牧場再建の約束を交わす。
ロゼ
村で食堂を経営する女性。3年目に入るとシェットと結婚。
ショコラ
ロゼの妹。明るく人懐こい性格。ロゼが結婚した後は食堂を任される。
シェット
動物屋の男性。動物をこよなく愛す。
デイジー
花屋の少女。種や鉢を販売。
ウィル / ビル
道具屋の双子の兄弟。緑色の髪がウィル（兄）で、オレンジ髪がビル（弟）。普段店頭に立つのはビルであるが、兄弟ともに発明好き。
マリー
図書館の眼鏡をかけた女性。控えめで大人しい性格。読書好き。
ゲン
工務店の男性。江戸っ子気質。
カイン
教会の教主。1年目の春半ばに登場。
イーシャ
病院の医者の男性。駄洒落好き。
ナンシー
病院の看護師の女性。2年目の春になると病院に勤める。

## 移植版
| No. | タイトル           | 発売日         | 対応機種        | 開発元 | 発売元 | メディア                              | 型式 | 備考 | 出典 |
| --- | ------------------ | -------------- | --------------- | ------ | ------ | ------------------------------------- | ---- | ---- | ---- |
| 1   | Harvest Moon 2 GBC | 2014年10月16日 | ニンテンドー3DS | トーセ | ナツメ | ダウンロード （バーチャルコンソール） | -    |      |      |

## スタッフ
- エグゼクティブ・プロデューサー：木津精一
- 原案、プロデュース：和田康宏
- オリジナル・ゲーム・デザイン：宮越節子、山楯知巳
- キャラクター・イラスト：まつやまいぐさ
- 進行：みやぎみき
- 広報：さいとうまさ
- 宣伝：ごとうたくひろ
- プロモーション協力：宇佐美亮（小学館）、しばさきたけひろ（パナソニック映像）、プラスエージェンシー、広告計画社、ケイズ、ジャングルファクトリー
- 企画、開発：ビクターインタラクティブソフトウェア
- 監修：トイボックス

## 評価
ゲーム誌『ファミ通』の「クロスレビュー」では合計30点（満40点）でシルバー殿堂を獲得した。